# 梁守谦
梁守谦，(779年—827年） 字虚巳，唐宪宗時期宦官。參與了唐穆宗和唐文宗的兩次擁立政變。担任神策军右军中尉。元和十二年（817年），作为监军讨伐淮西节度使吴元济。

## 家世
曾祖梁晟，任左清道率府长史。祖梁希倩，任宁远将军、翊府中郎将。父梁庭，不仕。

## 生平
德宗贞元末，解褐授征事郎、内府局令，充学士院使。宪宗元和初，进阶宣义郎，迁掖庭局令。元和四年，加朝议大夫，拜内常侍，进阶正议大夫，总枢密之任。十一年，丁内艰。以其内相权重，夺情起复，授忠武将军，知内侍省事。其年冬，宪宗下诏讨伐淮西节度使吴元济，梁守谦为监军，进阶加云麾将军、充行营招讨使。元和十二年（817年）十月，吴元济就擒，因宪宗怀疑裴度私藏吴元济的妇女和珍宝，派梁守谦前往蔡州查询并处置吴元济旧将。元和十三年（818年），加冠军大将军，迁右监门卫上将军，寻拜右神策军护军中尉。
元和十五年（820年），马进潭、梁守谦、魏弘简等神策军左右军中尉请立门戟，宪宗允许。梁守谦迁骠骑大将军兼右武卫上将军。

### 擁立唐穆宗
元和十五年（820年）正月廿七晚，陈弘志与王守澄于中和殿暗杀唐宪宗，对外宣称皇帝暴崩。先是陈弘志、王守澄聯手殺得寵宦官吐突承璀與其屬意的繼位者李渾，再联络梁守谦、韦元素等拥立定太子李宥继位，是为唐穆宗。长庆元年（821年），梁守谦被封为安定郡开国公，冬十月，吐蕃趁机入侵，唐穆宗派梁守谦充左右神策、京西、京北行营都监，统神策兵四千人，并发八镇全军往救援。长庆二年，封邠国公，食邑三千户。四年，拜开府仪同三司，兼右卫上将军。

### 擁立唐文宗
宝历二年十二月初八辛丑（827年1月9日），宦官刘克明杀了唐敬宗，矫诏拥立绛王李悟。宰相裴度联络神策军中尉梁守谦、枢密使王守澄等拥立定江王李涵继位，是为唐文宗。刘克明投井而死，捞出来戮其尸，绛王李悟為王守澄所殺。
太和元年（827年）三月初一庚戌朔，右军中尉梁守谦请致仕，以枢密使王守澄继任右军中尉。同年冬十月廿日，梁守谦暴死于永昌里之私第，享年四十有九。追赠扬州大都督。
夫人南阳韩氏，封冀国夫人。养子五人：长曰梁承敏，任朝散大夫、掖庭局令，赐绯鱼袋；次曰梁承度，任朝议大夫、宫闱局令，赐绯鱼袋，充沂海监军；仲曰梁承乂，任朝议郎、内府局丞；仲曰梁承汶，赐绯鱼袋；幼曰梁承政，赐绿。有女二人，长适太原郭氏。亲弟一人曰梁守志，任原王府司马兼侍御史。